# 돔인
돔인(Dom / Domi, 아랍어: دومي Dūmī[*])는 인도 아대륙의 돔 카스트 집단에서 유래하여 오래 전 이주를 통해 현대에는 중동 및 북아프리카, 동부 아나톨리아, 발칸반도와 헝가리 일부 지역에 걸쳐 산발적으로 분포하는 민족 집단이다. 전통적인 언어는 인도-아리아 언어인 도마리어이나 현대에는 구사자가 많지 않다.
똑같이 인도에서 유래하여 인도 바깥 지역에서 전통적으로 유랑하며 살아가는 롬인(Rom)이나 보샤인(Bosha, Lom)과 같은 집단으로 묶이는 경우가 많았으나 이들은 서로 다른 시간에 인도를 떠났고 다른 경로를 통했다고 추정된다. 또한 돔인은 롬인과 구분되는 정체성을 가지고 있다.

## 같이 보기
- 롬인
- 신티인
- 돔바인
- 보샤인
- 아슈칼리인